# Universitat de Gènova
La Universitat de Gènova (en italià: Università degli Studi di Genova, o de forma més comuna Università di Genova, en llatí: Genuense Athenaeum) és una universitat fundada a Gènova l'any 1481. Té la seu al centre històric de Gènova amb subseus a diverses ciutats de la Ligúria i és l'única universitat de la regió.
Actualment té seus a Gènova, Chiavari, Savona, Pietra Ligure, Imperia i La Spezia, compta amb 11 facultats per un total de 125 cursos d'estudi de primer nivell a més de 90 d'especialització (laurea specialistica) i més de 40.000 inscrits.
Actualment es troba entre la 21 universitats estatals italianes incloses entre les 500 millors del món.

## Història
El seu origen es troba en el Collegio dei Giudici, cap a 1307.
Des del 1569 va ser controlada pels jesuïtes. El 1773, per la supressió d'aquesta companyia el control de la universitat passà a la República de Gènova amb el poder de nomenar els professors i els mestres.
El 1777, es va fundar la càtedra de química adjudicant-la a Guglielmo Batt, el qual començà les obres per a fer un jardí botànic.
La Repubblica Democratica Ligure, constituïda per Napoleó Bonaparte sota elmodel francès va fer un reglament (1802) per la universitat.
El 2007 la Universitat de Gènova va arribar al primer lloc entre les italianes pel nombre d'alumnes estrangers, prop del 4,21% de tots els alumnes no italians que estudiaven en universitats italianes.

## Facultats
N'hi ha 11:
- Arquitectura: Stradone Sant'Agostino, 37 - 16123 Gènova - arch.unige.it Arxivat 2015-12-12 a Wayback Machine.
- Economia: Darsena - via Francesco Vivaldi, 5 - 16126 Gènova - economia.unige.it
- Farmàcia: Viale Benedetto XV, 3 - 16132 Gènova - farmacia.unige.it
- Jurisprudència: Via Balbi, 5 - 16126 Gènova - giuri.unige.it
- Enginyeria: Via Montallegro, 1 (Villa Cambiaso) - 16145 Gènova - ingegneria.unige.it
- Filosofia i Lletres: Via Balbi, 2 e 4 - 16126 Gènova - lettere.unige.it
- Llengua i literatura estrangeres: Piazza Santa Sabina, 2 - 16124 Gènova - lingue.unige.it
- Medicina i cirurgia: Via Leon Battista Alberti - 16132 Gènova - medicina.unige.it
- Ciències de la formació: Corso Andrea Podestà, 2 - 16128 Gènova - sdf.unige.it
- Ciències matemàtiques, físiques i naturals: Viale Benedetto XV, 3 - 16132 Gènova - scienze.unige.it
- Ciències polítiques: Via Balbi, 5 - 16126 Gènova - scpol.unige.it Arxivat 2013-01-27 a Wayback Machine.